# Christina Broom
Christina Broom (nombre nacimiento Livingston; 28 de diciembre de 1862-5 de junio de 1939) fue una fotógrafa escocesa, considerada  la “primera fotoperiodista mujer del Reino Unido”. Entre sus trabajos destacan las imágenes de soldados durante la I Guerra Mundial, los movimientos sufragistas y el funeral de la enfermera Edith Cavell.

## Biografía
La familia de Christina Livingston era escocesa, aunque ella nació en el número 8 de King´s Road en Chelsea, Londres, siendo la séptima de ocho hermanos.  Su padre fue Alexander Livingston (1812-1875), un maestro en la fabricación de botas, y su madre fue Margaret Fair (1826-1884). Christina se casó con Albert Edward Broom (1864-1912) en 1889. Tuvieron una hija, Winifred Margaret Broom, el 7 de agosto de 1890. En 1903, tras el fracaso del negocio familiar de ferretería y de otras empresas, Christina tomó prestada una cámara fotográfica y de forma autodidacta aprendió a utilizarla. Estableció un puesto comercial en el Royal Mews, las caballerizas del Palacio de Buckingham, para vender postales con las fotografías que había tomado. Mantuvo este trabajo desde 1904 hasta 1930.
Cuando la familia se mudó a Burnfoot Avenue, acomodó la bodega y la convirtió en un cuarto oscuro. Su hija Winifred dejó el colegio para ayudar a su madre, mientras que su marido Albert escribía las leyendas de las imágenes. Las postales se vendían tan bien que en una sola noche los Broom llegaban a imprimir 1000 ejemplares.
Christina fue nombrada fotógrafa oficial de la Household Division (División de Hogares) entre 1904 y 1939, y contaba con un cuarto oscuro en el cuartel de Chelsea (Chelsea Barracks). Broom tomó también muchas imágenes de escenas locales, incluyendo tanto del Palacio como de las marchas de The Boat Race y de las sufragistas. Fotografió a los Príncipes de Gales durante la inauguración del tranvía hasta Westminster. También retrató a soldados durante las navidades de 1914-1915. Fue simpatizante del movimiento sufragista a principios del siglo XX y documentó a sus líderes y las acciones políticas y sociales del movimiento. También fotografió el momento histórico del funeral de la enfermera fusilada por los alemanes Edith Cavell.
Su marido Albert murió en 1912 y Christina se mudó con su hija Winifred a Muster Road, en Fulham. Christina cambió su nombre profesional por el de Mrs Albert Broom. Fue la primera fotógrafa inglesa en publicar fotos en diarios, semanarios y otras ediciones periódicas. En las décadas de los años 1920 y 1930 su trabajo apareció en publicaciones como The Illustrated London News, The Tatler, The Sphere y Country Life.
Christina Broom murió el 5 de junio de 1939 y fue enterrada en el antiguo cementerio de Fulham. Su hija Winifred logró salvaguardar sus negativos al tenerlos almacenados en instituciones públicas. Se calcula que a lo largo de su vida vendió más de 42.000 ejemplares de sus fotografías.

## Reconocimientos póstumos
Sus colecciones se han expuesto en el Museo de Londres, el National Portrait Gallery, el Imperial War Museum de Londres, en el National Museum de Scotland, Edimburgo, en The Royal Maritime Museum, Greenwich, en The Guards Museum, Londres; en The Royal Borough of Kensington and Chelsea Local Studies Library; en The Hammersmith and Fulham Archive and the National Army Museum; Maidstone Art Gallery, Kent; y el Harry Ransom Center y la Gernsheim Collection, University of Texas, ambos en Austin, Texas, Estados Unidos.
El 17 de diciembre de 2009 una colección de unas 2000 de sus fotografías, la mayoría de temas militares, se pusieron a la venta en una subasta en Sotheby's de Londres. Se esperaba que la venta llegase a las £35,000 pero no se vendió y la colección fue adquirida de forma privada por el Museo de Londres. El Docklands Museum de Londres adquirió en 2014 toda su producción fotográfica (2.500 piezas) entre ellas 1800 fotografías. Muchas de ellas están expuestas de forma permanente. En junio de 2015, el Museo inauguró una exposición con sus fotografías titulada “Soldados y Sufragistas”.